# Tokyo Recordings
TOKA（トーカ）、旧社名Tokyo Recordings（トウキョウ・レコーディングス）は、小袋成彬と小島裕規を中心とした、クリエイティブカンパニー。2021年より現名称。インディーズレコード会社として始まり、現在は主に楽曲のプロデュースなどを行う。東京とロンドンにオフィスを構える。

## プロジェクト

### TOKA Songwriting Camp
2021年5月25日-27日 (株式会社フジパシフィックミュージックとの共催)
2022年6月6日-12日 (株式会社フジパシフィックミュージックとの共催･Demo Pitch Dayも同時開催)

### flip side planet
J-WAVEでのラジオ放送とともに、2021/11/11よりyoutubeチャンネルを開設。

### SWALLOWS Summer Night Festival
8月2日～4日の神宮球場での東京ヤクルトスワローズvs.中日ドラゴンズにてイベント実施。
小袋成彬ディレクション、球場内の花火や場外イベントの企画など。

## 所属

### レーベル時代の所属アーティスト
- Capeson
- 綿めぐみ

- XANAX